# Österleden, Helsingborg
Österleden i Helsingborg är en 6,4 kilometer lång väg som sträcker sig från Brohults trafikplats i norr ner till Ättekulla trafikplats i söder. Längs med sträckan Österleden finns fyra stycken rondeller som löper tvärsöver Österleden. Österledens byggdes 1985 och beräknad kostad var sammanlagt 415 miljoner kronor och tog runt fem år att bygga.
Helsingborgs kommun genomförde mellan 2008 och 2010 en ombyggnad av Österleden till motortrafikled, vilket innebar en fyrfilig mötesfri vägsträcka mellan Trafikplats Ättekulla och Trafikplats Brohult. Den nya vägen invigdes 2012.
Vägen ansluter till Länsväg 111.

## Geografi

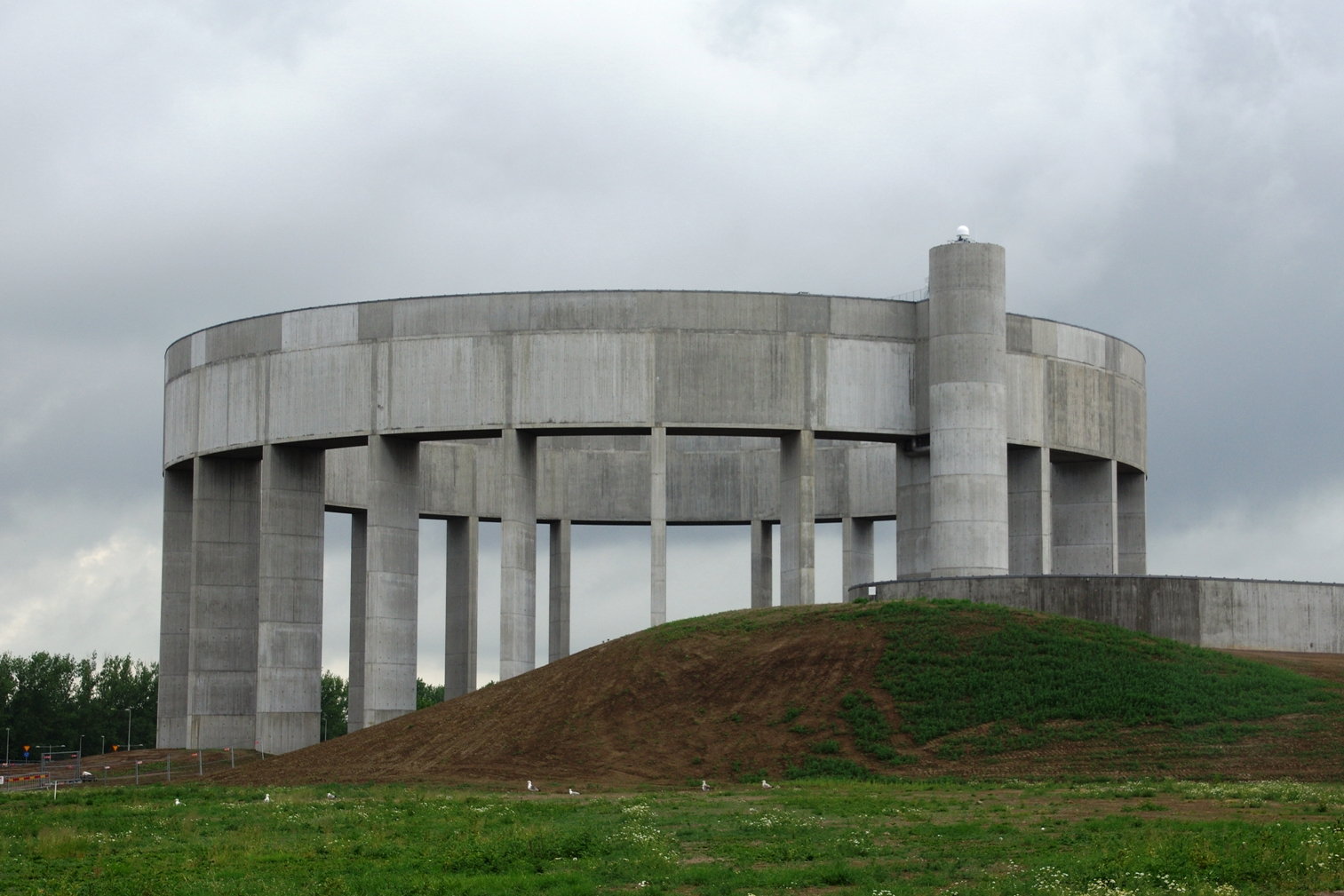
Nya vattentornet den 28 juni 2020.

- Längs med Österleden ligger Helsingborgs nya vattentorn.